# Bellmanshuset, Djurgården
För andra betydelser, se Bellmanhuset.

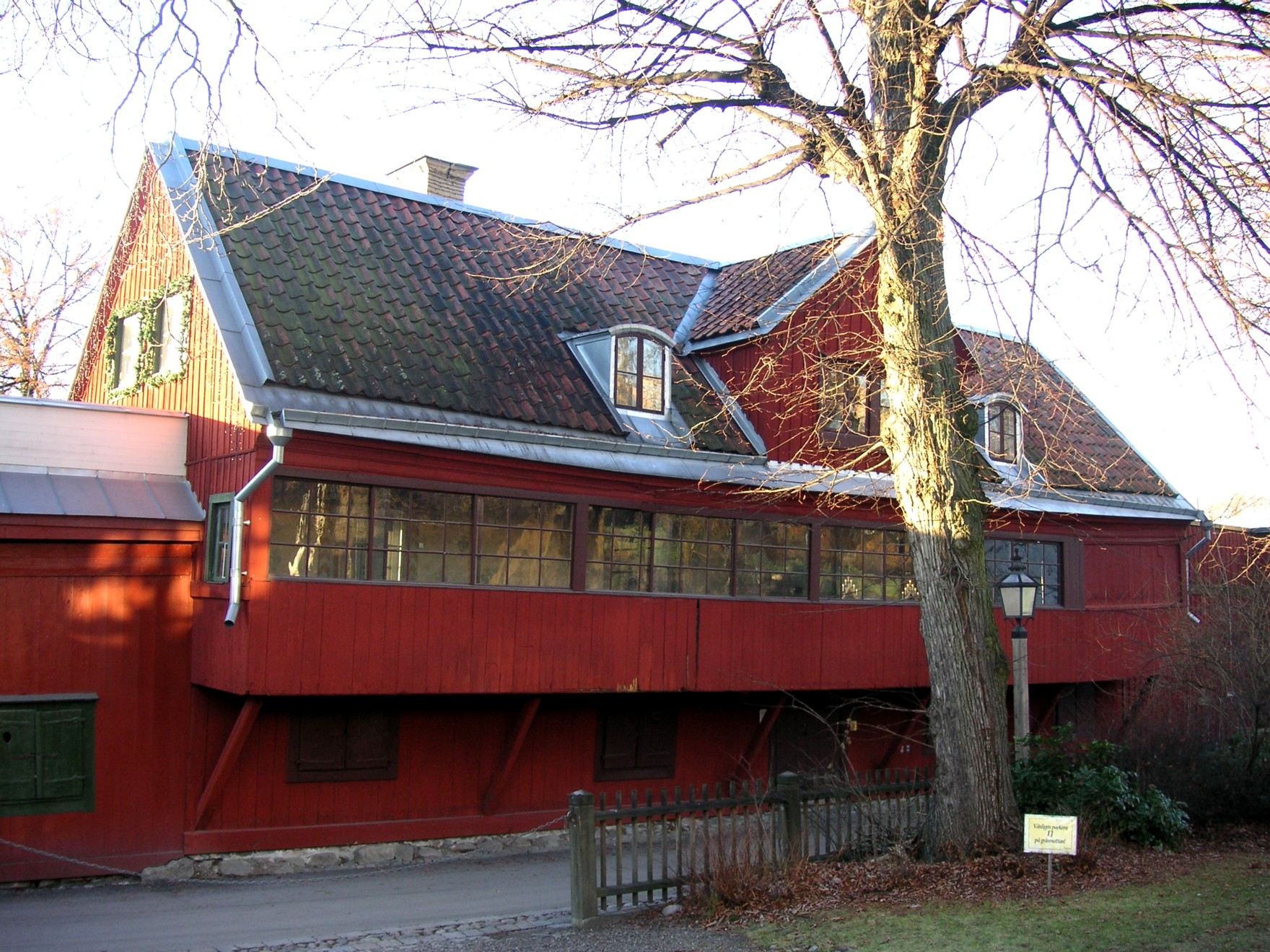
Bellmanhusets fasad mot norr 2007.

Bellmanshuset (även Bellmanhuset) är en byggnad på Långa Gatan 4 i Djurgårdsstaden på Djurgården i Stockholm. Huset uppfördes under 1750-talets slut och är i statlig ägo sedan 1991. Byggnaden är sedan 1935 ett lagskyddat byggnadsminne. Lagskyddet förnyades år 2005. Bellmanhuset ägs och förvaltas av Statens fastighetsverk som hyr ut det till Gröna Lund.

## Historik

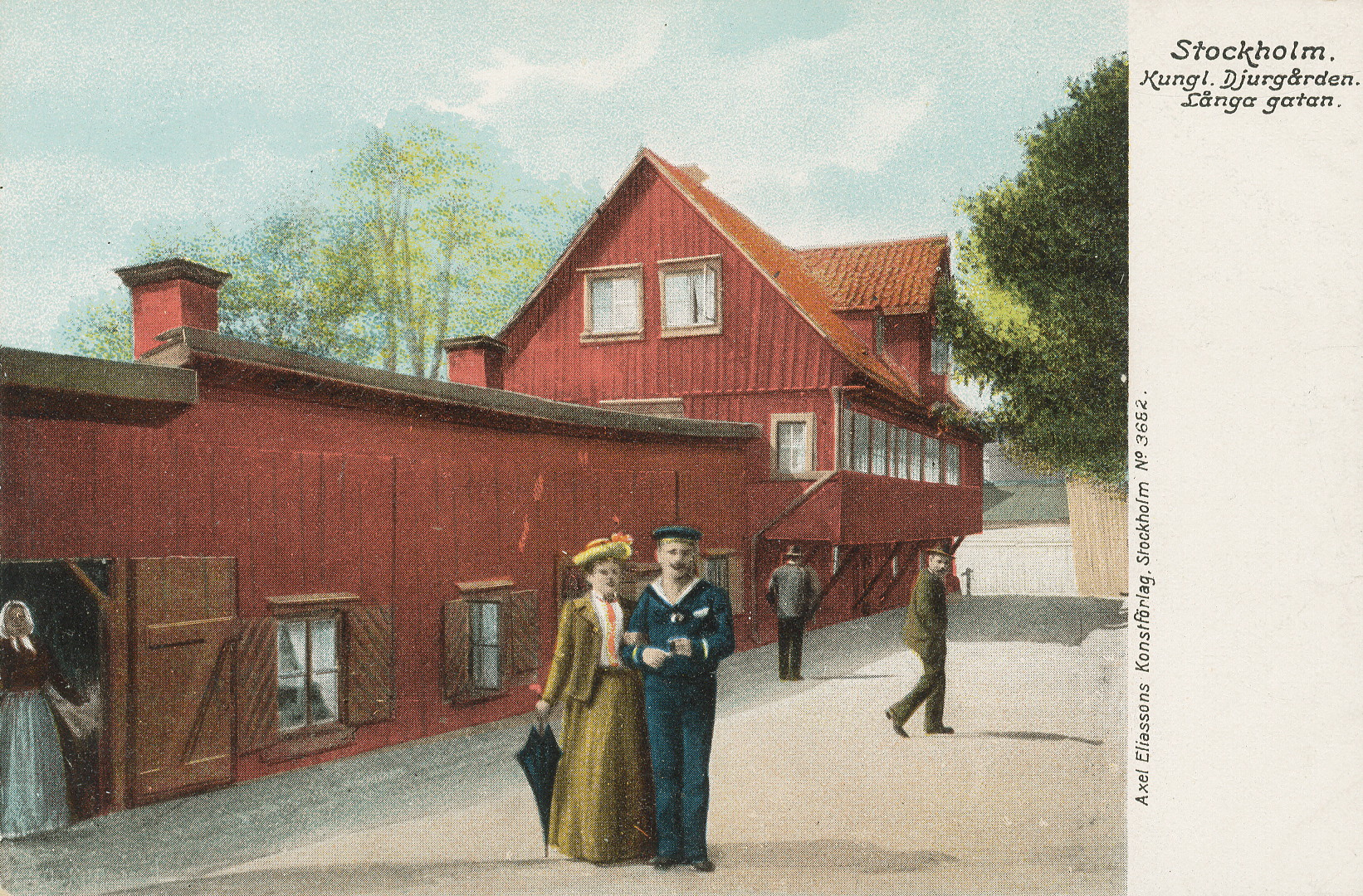
Bellmanhuset och Låga längan på ett äldre vykort.

Värdshuset Gröna lunden (även kallat Gröna lund) är omsjunget av Carl Michael Bellman i tre epistlar. Denna krog, belägen i gamla kvarteret Trädgården, öppnades 1712 av gårkocken Nils Aronson Berg (död 1732) under namnet Mäster Nilses. Krogen övertogs sedan av hans änka Märtha Schultz (död 1757) och efter hennes död av hennes svärdotter Anna Berg, gift med juveleraren Berg. Anna och Anton Berg var vänner till familjen Bellman, och krogen nämns av Bellman i Fredmans epistel 33 som en krog med gott anseende.
Gårdens värdshusrörelse förmodas dock av Riksantikvarieämbetet ha legat i Mjölnargården och inte i Bellmanshuset vilket mytbildning kring byggnaden har gjort gällande sedan 1800-talet. Bellmanhuset anses därför vara ett lusthus som uppfördes mitten på 1700-talet till den malmgård (sedermera Mjölnargården) som byggdes 1710-1720 för räntmästaren vid krigsmanshuskassan, Johan Filip Psilanderhielm. Han lät anlägga en lummig trädgård, som sedan gav namnet åt kvarteret Trädgården. Dendrokronologiska prov av Bellmanhusets trästomme visar att virket i huset fälldes 1754-55. Sedan slutet av 1800-talet har huset kallats för Bellmanshuset.
På 1850- eller 1860-talet lades värdshusrörelsen ner och byggnaden blev därefter bostad åt varvsarbetare från närbelägna Djurgårdsvarvet och därefter åt fattigt folk. År 1896 hyrdes Bellmanhuset av Jacob Schultheis som anlade Gröna Lund 1883. Han lät renovera Bellmanrummet och visade upp det i samband men Stockholmsutställningen 1897. Schultheis bosatte sig även i huset och fram till restaureringen 1999 innehöll Bellmanhuset bostäder för Gröna Lunds anställda.

## Byggnaden och restaureringen

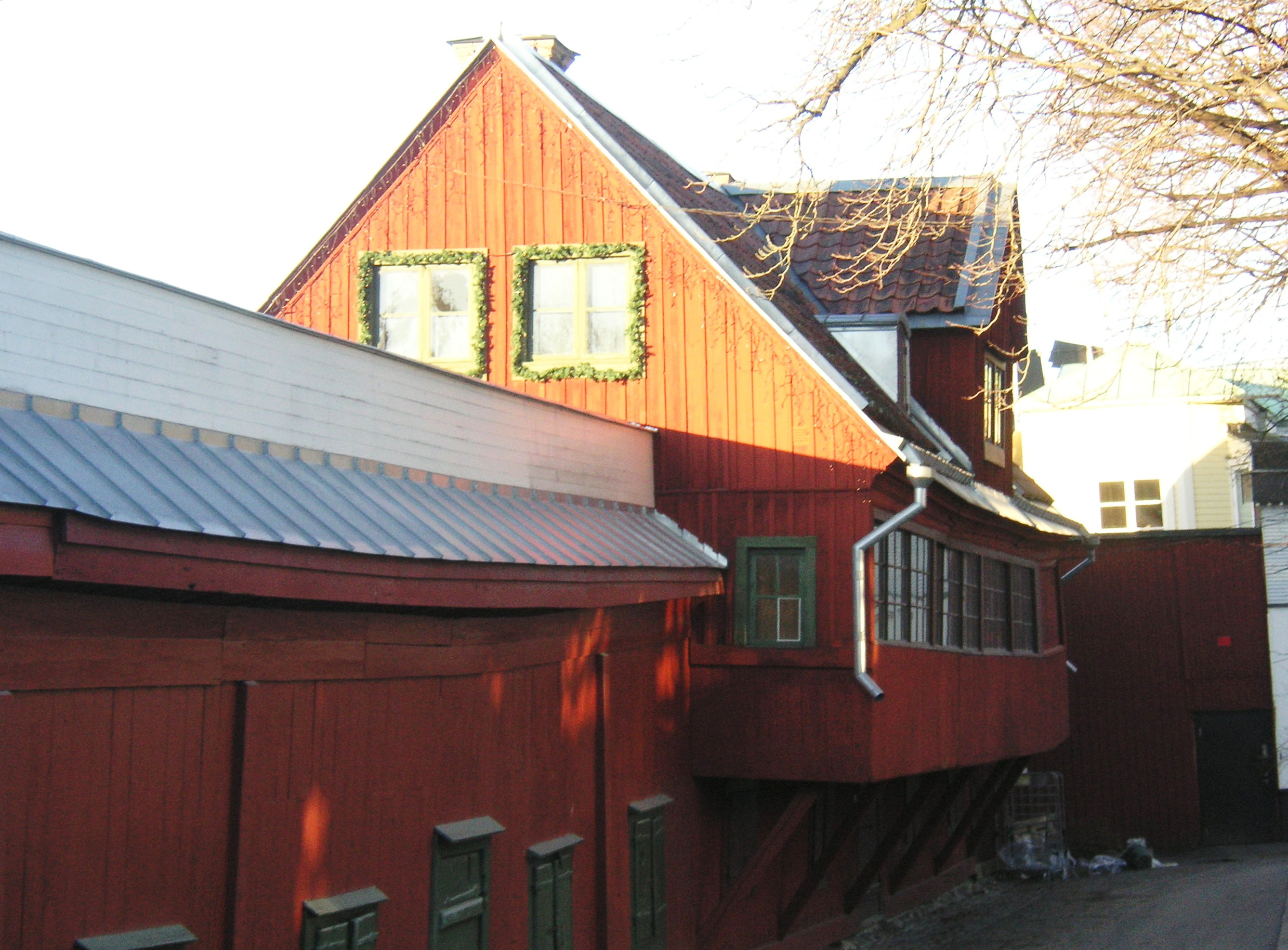
Bellmanhuset med Låga längan 2007.

Bellmanhuset är timrat i två våningar med vindsvåning. Fasaderna är klädda med rödmålad locklistpanel och mot gatan finns en inglasad svalgång. Byggnaden har sadeltak med vindskupor och mot gatan en stor frontespis. Byggnaden har bevarat sin enkla planlösning och fasta inredning sedan uppförandet. 
Bellmanshuset övertogs av staten 1991 och den sista hyresgästen flyttade ut ur huset 1999. Samma år inleddes en restaurering för att säkra byggnaden för framtiden. I vindsvåningens frontespis ligger det så kallade Bellmanrummet. Här finns 1700-talsmålningarna med bibliska motiv. Huset har flera bevarade exempel på 1700-talsmåleri på både väv och panel. Deras upphovsmän är okända. Vid restaureringen frilades även tapetlager från 1840-talet fram till nutid. Den äldsta tapeten med handmålat bladmönster satt i Låga längan. Den 20 februari 2002 återinvigdes Bellmanshuset.
År 2004 belönades Bellmanhusets renovering och pietetsfulla restaurering med Europa Nostra-priset för "den finkänsliga restaureringen av timmerstommen och för bevarandet av dess värdefulla målade bildvävar". År 2005 blev huset byggnadsminnesförklarad tillsammans de intilliggande Låga längan och Mjölnargården.

## Historiska interiörbilder från 1931

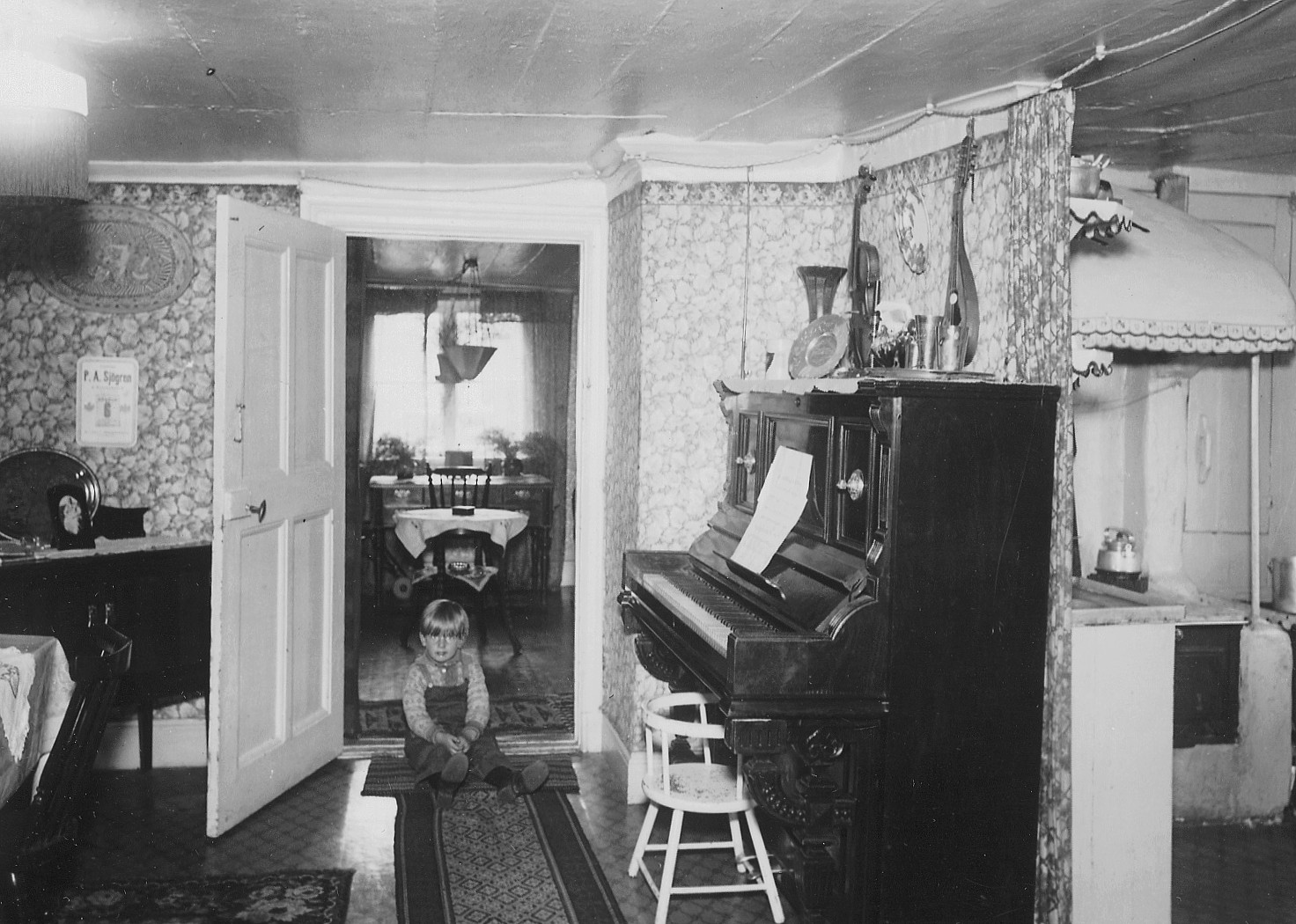
Vardagsrummet i en av lägenheterna
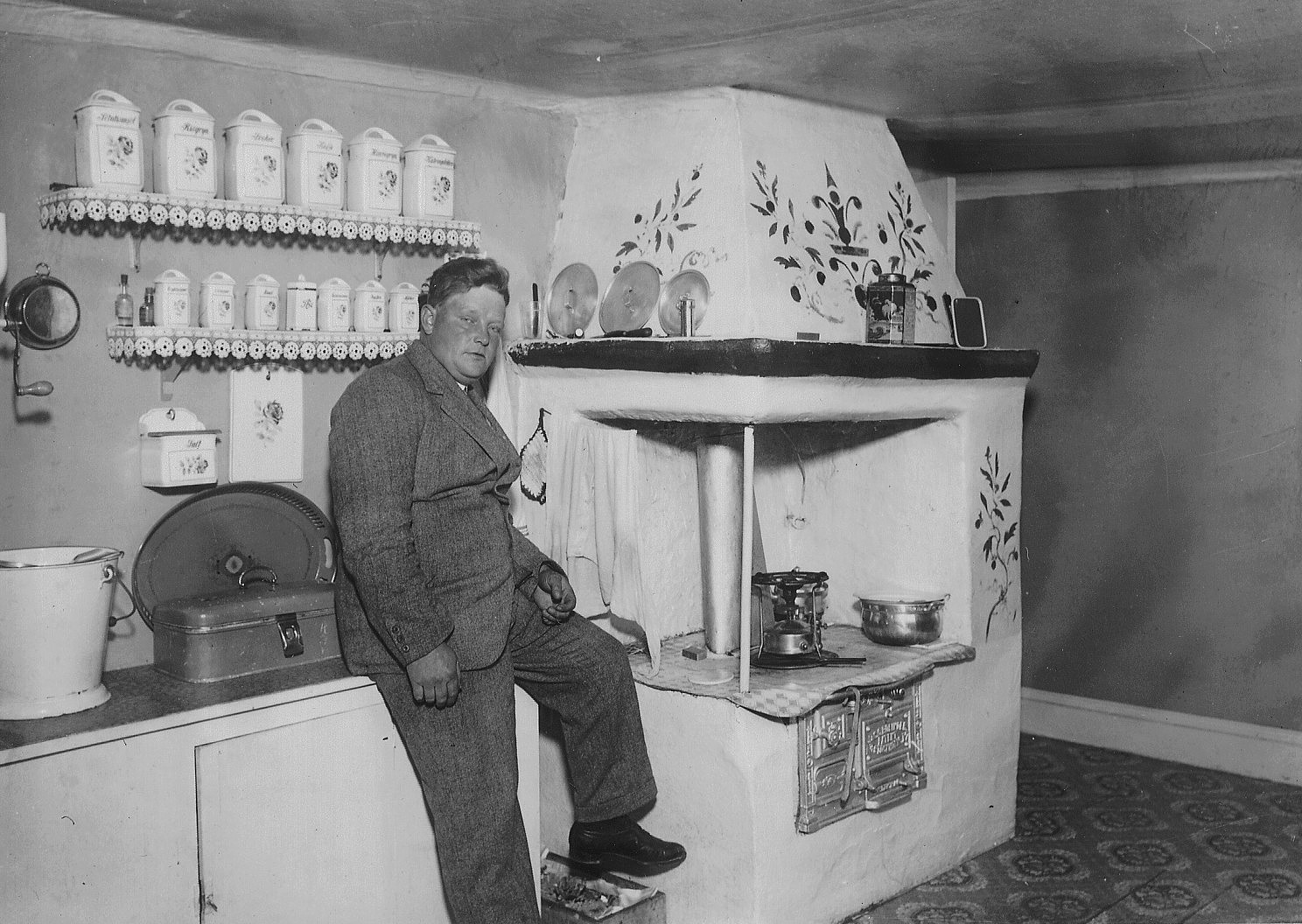
Köket i en av lägenheterna
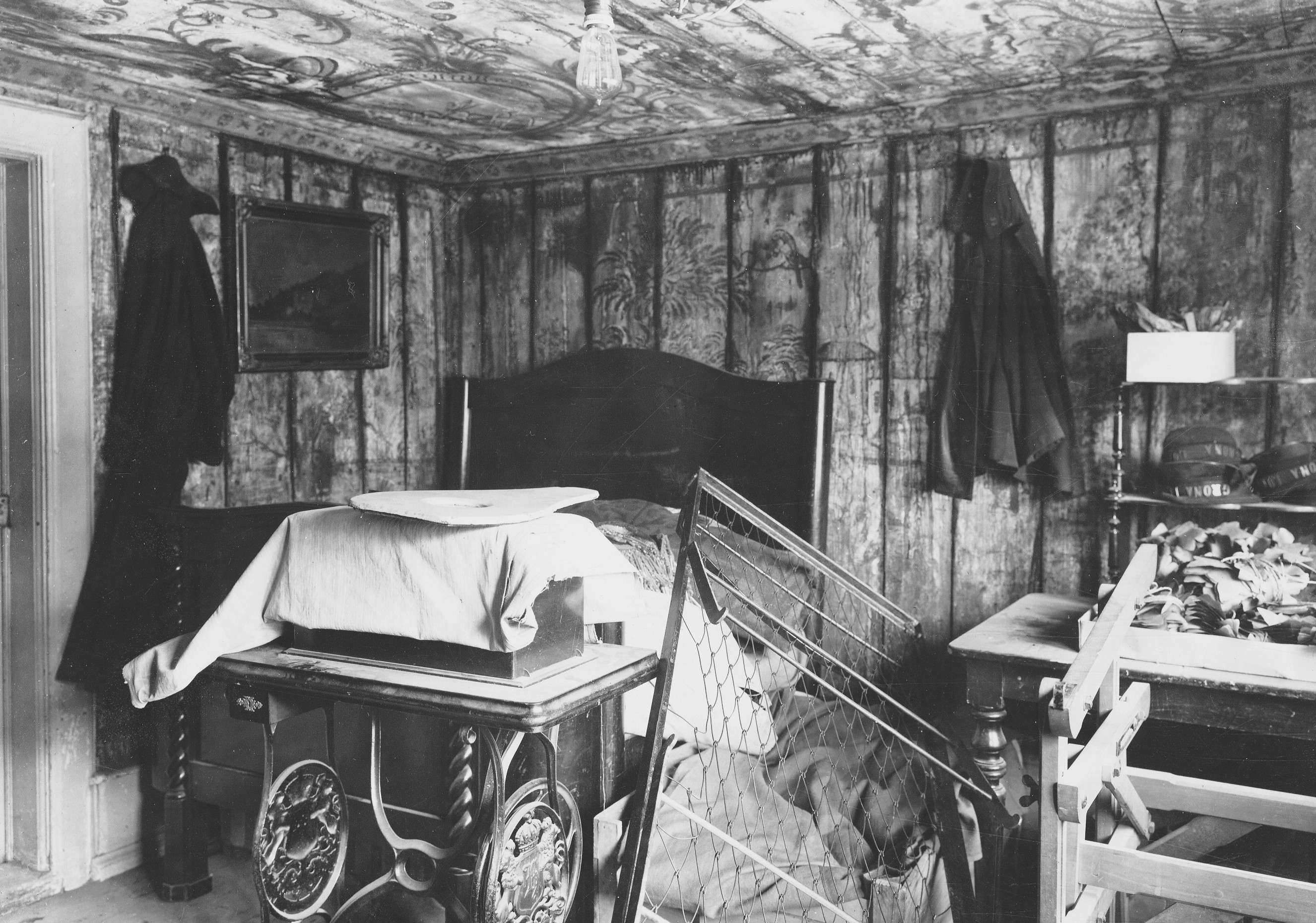
"Bellmanrummet"
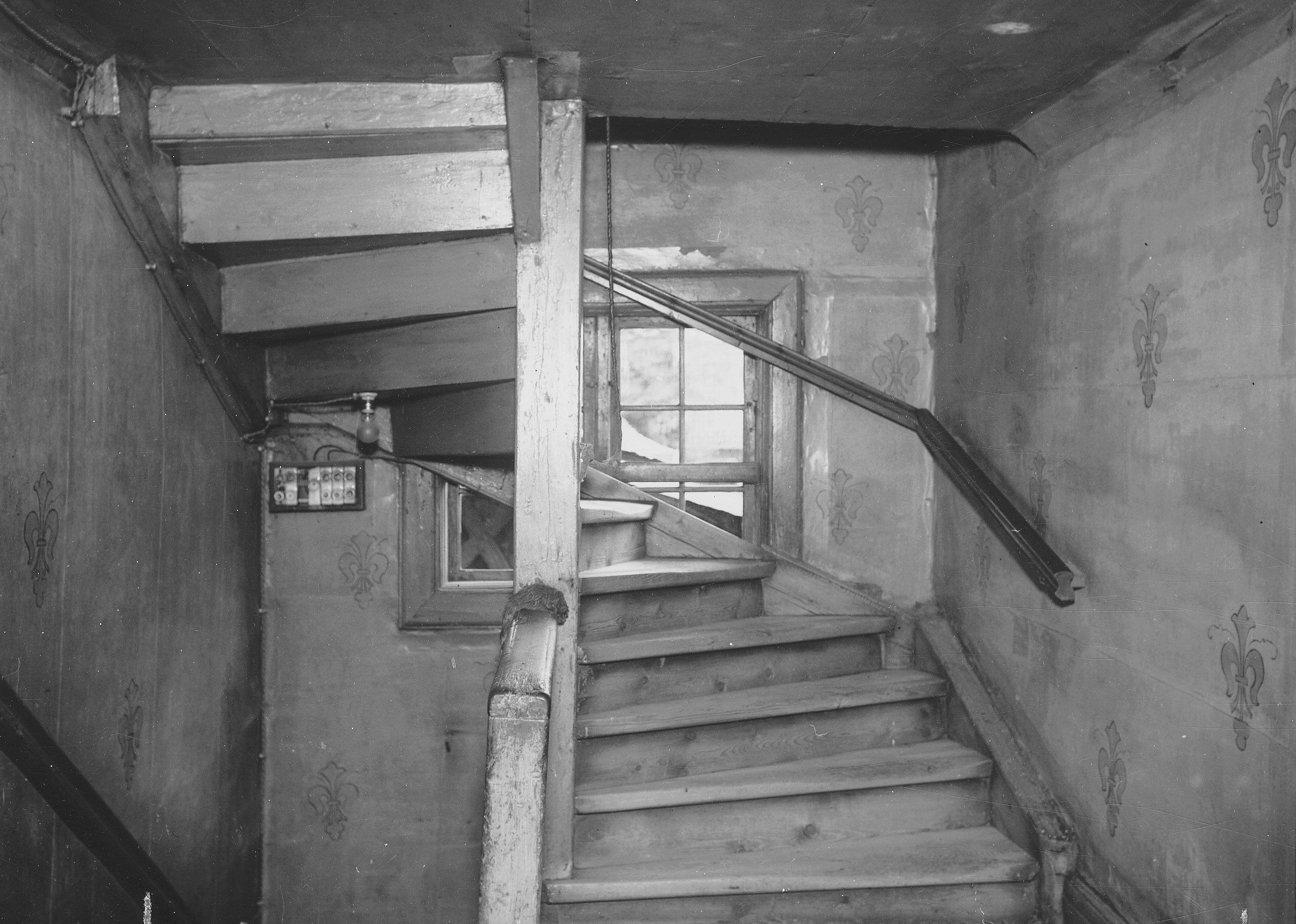
Vindstrappan